# 台湾曲柄藓
台湾曲柄藓（学名：Campylopus taiwanensis）为曲尾藓科曲柄藓属下的一个种。

## 扩展阅读
- 維基物種上的相關：台湾曲柄藓